# Autobusna linija br. 122 u Zagrebu
Linija 122 (Črnomerec – Podsused-centar) dnevna je autobusna linija u Zagrebu.
Prometuje na trasi: Črnomerec – Ilica – Aleja grada Bologne – Susedgradski vidikovec – Podsusedska aleja – Podsusedski trg
Linija je ustvari skraćena inačica linije 123 te jedino prometuje vikendom i blagdanima, što je čini jedinstvenom u autobusnoj mreži ZET-a. Dodatno, zadnji subotnji polazak iz Podsuseda prometuje do Bizeka (stajalište Lisičina) kao zamjena linije 131.

## Vanjske poveznice
- Vozni red linije 122